# Valentovce
Valentovce, russinisch Валентiвцi/Walentiwzi (ungarisch Valentóc)  ist eine Gemeinde im Nordosten der Slowakei mit 38 Einwohnern (Stand 31. Dezember 2024), die zum Okres Medzilaborce, einem Kreis des Prešovský kraj gehört und in der traditionellen Landschaft Zemplín liegt.

## Geographie
Die Gemeinde befindet sich in den Niederen Beskiden im Bergland Laborecká vrchovina, am Oberlauf des Baches Belianka im Einzugsgebiet des Laborec. Das Ortszentrum liegt auf einer Höhe von 345 m n.m. und ist 24 Kilometer von Medzilaborce entfernt (Straßenentfernung).
Nachbargemeinden sind Zbudská Belá im Norden, Osten und Süden und Čabiny im Westen.

## Geschichte
Valentovce wurde zum ersten Mal 1808 als Walentice schriftlich erwähnt. Nach 1877 wurde das Dorf in die Gemeinde Zbudská Belá (damals ungarisch Izbugyabéla) eingegliedert.
Bis 1918 gehörte der im Komitat Semplin liegende Ort zum Königreich Ungarn und kam danach zur Tschechoslowakei beziehungsweise heute Slowakei. 1950 wurde Valentovce wieder zur selbstständigen Gemeinde erhoben. Ein Teil der Einwohner pendelte zur Arbeit nach Medzilaborce, Humenné und Košice, die Mehrheit war als privat organisierte Landwirte beschäftigt.

## Bevölkerung
| Jahr                | 1994 | 2004     | 2014     | 2024     |
| ------------------- | ---- | -------- | -------- | -------- |
| Anzahl der Personen | 55   | 39       | 43       | 38       |
| Unterschied         |      | −29,09 % | +10,25 % | −11,62 % |

| Jahr                | 2023 | 2024    |
| ------------------- | ---- | ------- |
| Anzahl der Personen | 37   | 38      |
| Unterschied         |      | +2,70 % |

Nach der Volkszählung 2011 wohnten in Valentovce 44 Einwohner, davon 23 Russinen, 18 Slowaken und ein Ukrainer. Zwei Einwohner machten keine Angabe zur Ethnie.
30 Einwohner bekannten sich zur orthodoxen Kirche, sechs Einwohner zur griechisch-katholischen Kirche, drei Einwohner zu den Zeugen Jehovas und ein Einwohner zur römisch-katholischen Kirche. Ein Einwohner war konfessionslos und bei drei Einwohnern wurde die Konfession nicht ermittelt.

## Verkehr
In Valentovce endet die Cesta III. triedy 3864 („Straße 3. Ordnung“) von Zbudská Belá und Radvaň nad Laborcom (Anschluss an die Cesta II. triedy 559 („Straße 2. Ordnung“)) heraus. Der nächste Bahnanschluss ist in Radvaň nad Laborcom an der Bahnstrecke Michaľany–Łupków.